# Indywidualne Mistrzostwa Polski na Żużlu 1975
Indywidualne Mistrzostwa Polski na Żużlu 1975 – zawody żużlowe, mające na celu wyłonienie medalistów indywidualnych mistrzostw Polski w sezonie 1975. Rozegrano cztery turnieje ćwierćfinałowe, dwa półfinały oraz finał, w którym zwyciężył Edward Jancarz.

## Finał
- Częstochowa, 28 września 1975
- Sędzia: Jerzy Rzerzycha

| Msc. | Zawodnik            | Klub           | Pkt   |             |  |
| ---- | ------------------- | -------------- | ----- | ----------- |  |
| 1    | Edward Jancarz      | Gorzów Wlkp.   | 15    | (3,3,3,3,3) |  |
| 2    | Marek Cieślak       | Częstochowa    | 13 +3 | (2,3,3,3,2) |  |
| 3    | Paweł Waloszek      | Świętochłowice | 13 +2 | (2,3,3,2,3) |  |
| 4    | Józef Jarmuła       | Częstochowa    | 11    | (3,w,2,3,3) |  |
| 5    | Henryk Glücklich    | Bydgoszcz      | 9     | (2,1,3,3,0) |  |
| 6    | Ryszard Jany        | Wrocław        | 8     | (1,1,2,2,2) |  |
| 7    | Jerzy Padewski      | Gorzów Wlkp.   | 7     | (3,1,0,0,3) |  |
| 8    | Andrzej Tkocz       | Rybnik         | 7     | (0,3,0,2,2) |  |
| 9    | Zenon Plech         | Gorzów Wlkp.   | 7     | (3,w,1,2,1) |  |
| 10   | Grzegorz Kuźniar    | Rzeszów        | 6     | (0,2,2,1,1) |  |
| 11   | Andrzej Jurczyński  | Częstochowa    | 5     | (2,0,1,1,1) |  |
| 12   | Bogusław Nowak      | Gorzów Wlkp.   | 4     | (w,2,2,0,0) |  |
| 13   | Piotr Pyszny        | Rybnik         | 4     | (u,1,0,1,2) |  |
| 14   | Jerzy Rembas        | Gorzów Wlkp.   | 4     | (1,w,1,1,1) |  |
| 15   | Ryszard Fabiszewski | Gorzów Wlkp.   | 2     | (1,0,1,0,0) |  |
| 16   | Mieczysław Woźniak  | Gorzów Wlkp.   | 0     | (0,0,0,0,0) |  |
|      | rez. Jerzy Kowalski | Leszno         | 5     | (1,2,0,2)   |  |
|      | rez. Jerzy Kniaź    | Rzeszów        | ns    |             |  |